# Massacre de Wawer
Le massacre de Wawer fait référence à l'exécution de 106 civils polonais, à Wawer (près de Varsovie), dans la nuit du 26 au 27 décembre 1939.

## Histoire

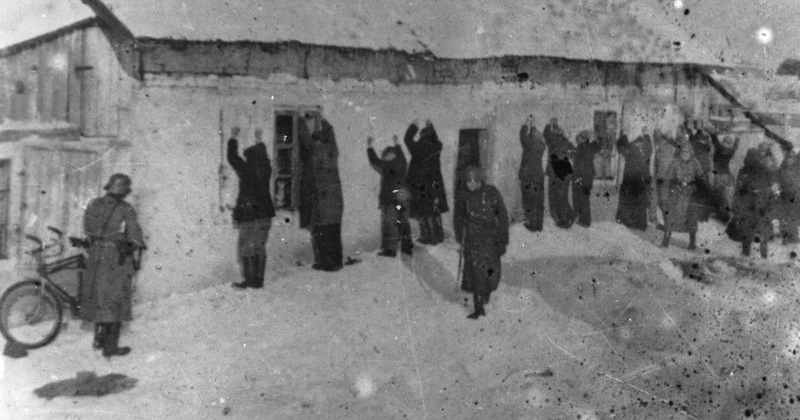
Exécution de civils polonais, 27 décembre 1939

Dans la soirée du 26 décembre, deux criminels connus, Marian Prasuła et Stanisław Dąbek, tuent deux sous-officiers allemands du bataillon de construction 538. À la nouvelle, le colonel Max Daume (pl), commandant par intérim de la Ordnungspolizei à Varsovie, ordonne des représailles immédiates,. 120 hommes, âgés de 15 à 70 ans, trouvés à proximité du meurtre (à Wawer et le village voisin de Anin), sont arrêtés.
Le tribunal sommaire, présidé par le major général Friedrich Wilhelm Wenzel, prononce la peine de mort pour 114 des 120 prévenus, dont beaucoup ont été réveillés de leurs lits et qui ne sont pas même au courant du meurtre des sous-officiers. Aucun n'a eu la possibilité de se défendre. Sur les 114 condamnés, un homme parvient à s'échapper ainsi que sept autres qui n'ont été que blessés au cours des exécutions. Parmi les morts, figure un jeune garçon de 12 ans.

## Conséquences

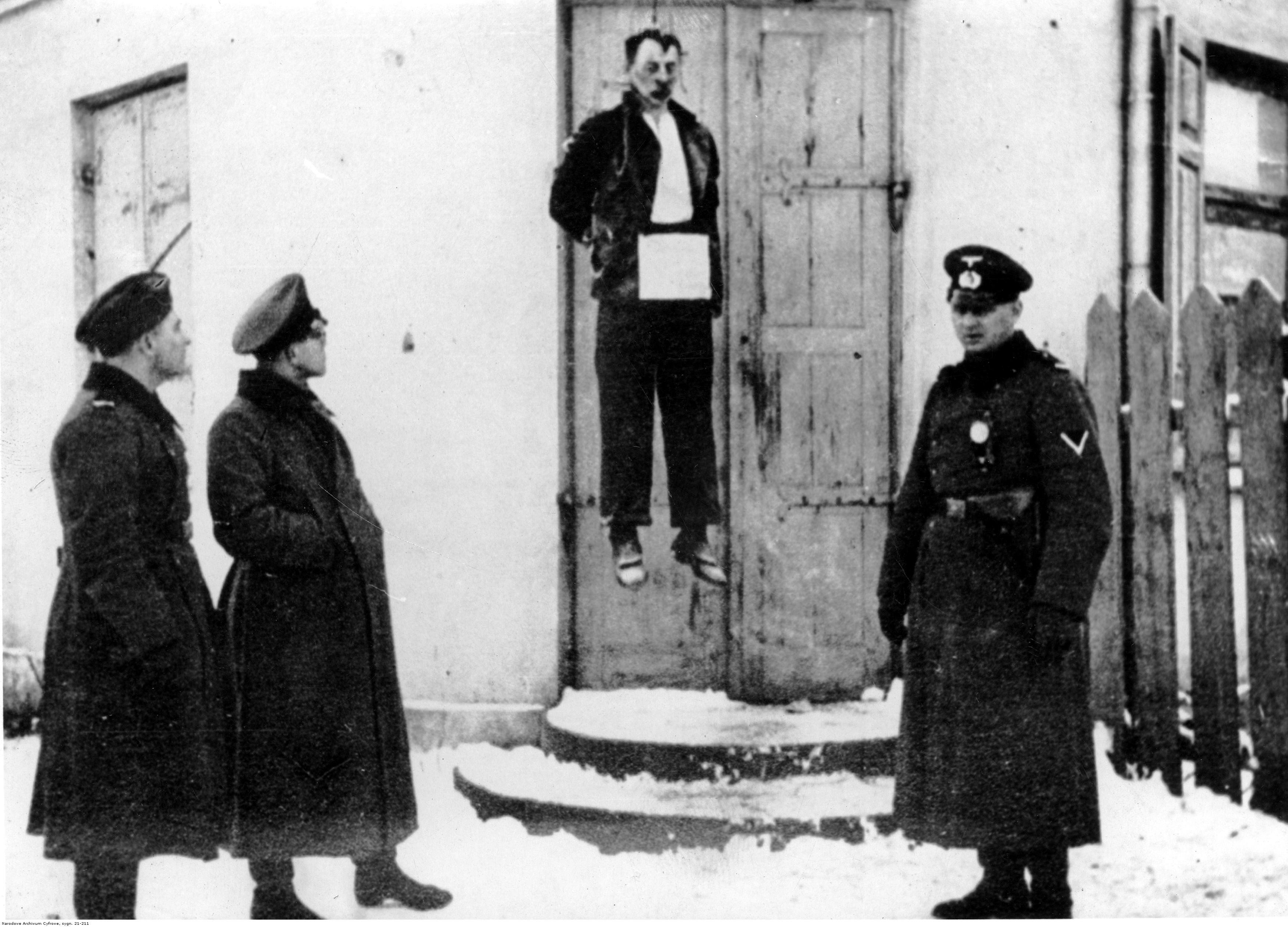
Antoni Bartoszek pendu par les soldats allemands à l'entrée de son restaurant

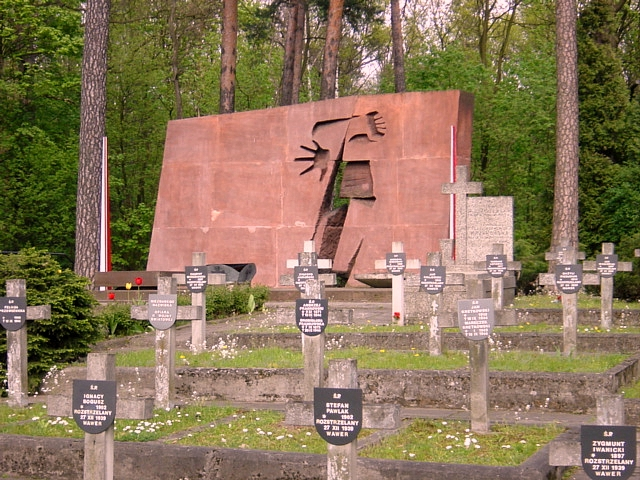
Le cimetière de guerre commémorant les 107 victimes du massacre de Wawer, par la police allemande, le 27 décembre 1939 à Varsovie

Peu après le massacre, de jeunes polonais issus des scouts de Szare Szeregi créent une organisation de résistance du nom de Wawer. Vers Noël 1940, le premier acte de Wawer est de commémorer le massacre en écrivant Pomścimy Wawer (Nous allons venger Wawer) sur les murs de Varsovie.
Pour gagner du temps le message se résume peu à peu aux deux lettres, P et W. Au fil du temps les deux lettres finissent par se superposer et former la Kotwica (ancre) qui deviendra le symbole de la résistance polonaise. Ces deux lettres peuvent aussi être interprétées comme Wojsko Polskie (Armée polonaise) ou encore Powstanie Warszawskie (Insurrection de Varsovie).
Le massacre de Wawer est considéré comme l'un des premiers massacres de civils polonais par l'Allemagne nazie, et sans doute le deuxième après le massacre de Bochnia (pl), en Pologne occupée.
Le 3 mars 1947, lors du procès des criminels de guerre, le Tribunal national suprême condamne Max Daume à la peine de mort. En 1950, Wilhelm Wenzel est extradé vers la Pologne par les Soviétiques et exécuté en novembre 1951.

## Bibliographie

La Kotwica, symbole de la résistance polonaise

## Sources
- (en) Cet article est partiellement ou en totalité issu de l’article de Wikipédia en anglais intitulé « Wawer massacre » (voir la liste des auteurs).